# Yamatarotes filipjevi
Yamatarotes filipjevi är en stekelart som först beskrevs av Meyer 1930.  Yamatarotes filipjevi ingår i släktet Yamatarotes och familjen brokparasitsteklar. Inga underarter finns listade i Catalogue of Life.